# ربوکستین
ربوکستین، (به انگلیسی: Reboxetine) که با نام تجاری Edronax و دیگر نام‌ها فروخته می‌شود، دارویی از دسته مهارکننده‌های بازجذب نوراپی‌نفرین (NRI) است که به عنوان یک داروی ضد افسردگی توسط شرکت فایزر برای استفاده در درمان اختلال افسردگی عمده عرضه می‌شود. این دارو همچنین به صورت آف لیبل برای درمان اختلال ترس و اختلال کم‌توجهی - بیش‌فعال (ADHD) نیز کاربرد دارد. ربوکستین برای استفاده در بسیاری از کشورهای جهان تأیید شده‌است، اما برای استفاده در ایالات متحده مورد تأیید قرار نگرفته‌است. اگرچه اثربخشی این دارو به عنوان ضد افسردگی در چندین گزارش انتشار یافته به چالش کشیده شده‌است، اما محبوبیت آن همچنان در حال افزایش است.

## شیمی
ربوکستین دارای دو مرکز دست‌سانی است؛ بنابراین، چهار ایزومرفضایی برای آن متصور است، ایزومرهای (R,R)-، (S,S)-، (R,S)-، و (S,R). ماده موثره ربوکستین یک مخلوط راسمیک از دو انانتیومر (R,R)-(–)- و (S,S)-(+)- است.

## موارد مصرف

### اختلال افسردگی اساسی
بحث های زیادی در مورد اینکه آیا ربوکتستین در درمان افسردگی موثرتر از دارونما است ، وجود دارد. طبق متاآنالیز 12 داروی ضد افسردگی نسل دوم در سال 2009 ، ربوكستین هیچ تاثیر بیشتری نسبت به دارونما نداشته و نسبت به سایر داروها در درمان فاز حاد بزرگسالان مبتلا به افسردگی اساسی یك قطبی ، "بطور قابل توجهی كمتر" موثر و كمتر قابل قبول بوده است. . 

#### اختلال هراس
در یک آزمایش تصادفی دو سو کور کنترل شده با دارونما ، ربوکستین به طور قابل توجهی علائم اختلال وحشت را بهبود بخشید.  یک آزمایش کنترل شده تصادفی دیگر که پاروکستین را با ربوکستین مقایسه می کرد، دیده شد که پاروکستین به عنوان درمانی برای اختلال وحشت ، به طور قابل توجهی از ریبوکتستین بهتر عمل می کند.  علیرغم این اطلاعات دلسردکننده ، یافته های یک ازمایش دیگر با بررسی اثر ربوکتستین در اختلال وحشت مقاوم به SSRI ، فواید قابل توجهی از درمان ربوکتستین را نشان داد. 

##### اختلال بیش فعالی نقص توجه
اثرات این دارو هم در کودکان و هم بزرگسالان در درمان کوتاه مدت و طولانی مدت اختلال بیش فعالی نقص توجه نشان داده شده است.

###### سایر مصارف
اثرات دارو به صورت موردی بر شب ادراری گودکان، نارکولپسی و پرخوری عصبی دیده شده است.

## موارد منع مصرف
ربوكستین در گلوكوم با زاویه باریك ، بیماری های قلبی عروقی ، صرع ، اختلال دو قطبی ، احتباس ادرار ، هیپرتروفی پروستات ، مصرف همزمان با MAOI و حساسیت زیاد به ربوكستین یا سایر مواد منع مصرف دارد.

## عوارض جانبی
عوارض جانبی بسیار شایع (> 10٪ بروز) شامل بی خوابی ، سرگیجه ، خشکی دهان ، یبوست ، حالت تهوع و تعریق زیاد است. 